# HD 169943
HD 169943，又名CD-4312564，SAO 229056、HR 6915，是一颗恒星，视星等为6.36，位于銀經350.84，銀緯-14.7，其B1900.0坐标为赤經18h 21m 57.8s，赤緯-43° -14.7′ 31″。